# Hirtelen menyasszony
A Hirtelen menyasszony (francia nyelven: L'Heureuse élue) egy francia filmvígjáték, melyet 2024-ben mutattak be.

## Cselekmény
Benoit egyedülálló, világi életet élő fiatalember, aki újra és újra eladósodik és bajba keveredik. Eddig szerencsére mindig kisegítették a szülei, ám azz utolsó alkalommal édesanyja megelégeli, és nemet mond neki. Benoit azt hazudja neki, hogy megházasodik, így próbálva pénzt kicsikarni tőle. A csel úgy tűnik beválik, az örömszülők meghívják a fiukat hétvégére a marokkói nyaralásukra, így Benoit kénytelen gyorsan egy álmenyasszonyt találni. Mivel beugró barátnője az utolsó pillanatban lemondja a szerepet, a reptérre menet a férfi jobb híján felbéreli a taxisofőrjét, Fionát, hogy ő játssza el a menyasszonyt. A nagyszájú lány azonban rémálommá változtatja a hétvégét különös szokásaival és modorával és Benoit is kénytelen újabb és újabb hazugságokat kieszelni, hogy ne bukjon le a szülei előtt. Benoit két testvére az elejétől fogva gyanakodva nézik ezt a hirtelen jött eljegyzést.
Fionát egyre jobban megkedveli az ál-vőlegényének családja, ezért kétely ébred benne, hogy valóban helyes-e ezeket az embereket így becsapni. Szeretne ebből az egyre kellemetlenebbé váló helyzetből menekülni.
A szülők örömükben végül a hétvégére esküvőt szerveznek a fiataloknak, ahol a férfi végül bevallja, hogy mindvégig hazudott.
Édesanyja a hétvégi élmények hatására újragondolja a családjához fűződő viszonyát, és mindhárom gyermekének szigorú feltételeket szab. Benoitnak a családi vállalkozásban kell dolgoznia, hogy kifizesse azokat a tartozásokat, amiket édesanyja még egyszer, utoljára átvállalt, lányának sürgősen férjet kell találnia, fiának pedig több időt kell a családjával töltenie.
Fiona pedig, az ál-vőlegénye édesapjától kapott pénzből, végre megnyithatja saját fodrászszalonját.

## Szereplők
- Camille Lellouche : Fiona - egy taxisofőr, aki elvállalja az ál-menyasszony szerepet
- Lionel Erdogan : Benoît - egy folyton bajba kerülő fiatalember
- Michèle Laroque : Solange - Benoît anyja
- Gérard Darmon : Roland - Benoît apja
- Amaury de Crayencour : Pierrick - Benoît fiútestvére
- Clémence Bretécher : Sidonie - Benoît lánytestvére